# Automeris equatorialis
Automeris equatorialis är en fjärilsart som beskrevs av Eugène Louis Bouvier 1936. Automeris equatorialis ingår i släktet Automeris och familjen påfågelsspinnare. Inga underarter finns listade i Catalogue of Life.